# Eduardo Kobra
Eduardo Kobra dit KOBRA, né le 27 août 1975, est un artiste brésilien de street art originaire de São Paulo.
Il est connu pour ses grandes fresques colorées, parfois montrant des messages contre la guerre ou pour d'autres causes humanitaires.
Il ne peint pas seul ses fresques et est accompagné de deux assistants. Pour réussir à peindre d'aussi grandes œuvres, ils peignent des grilles pour ensuite les mettre en noir et blanc puis enfin ils rajoutent la couleur.

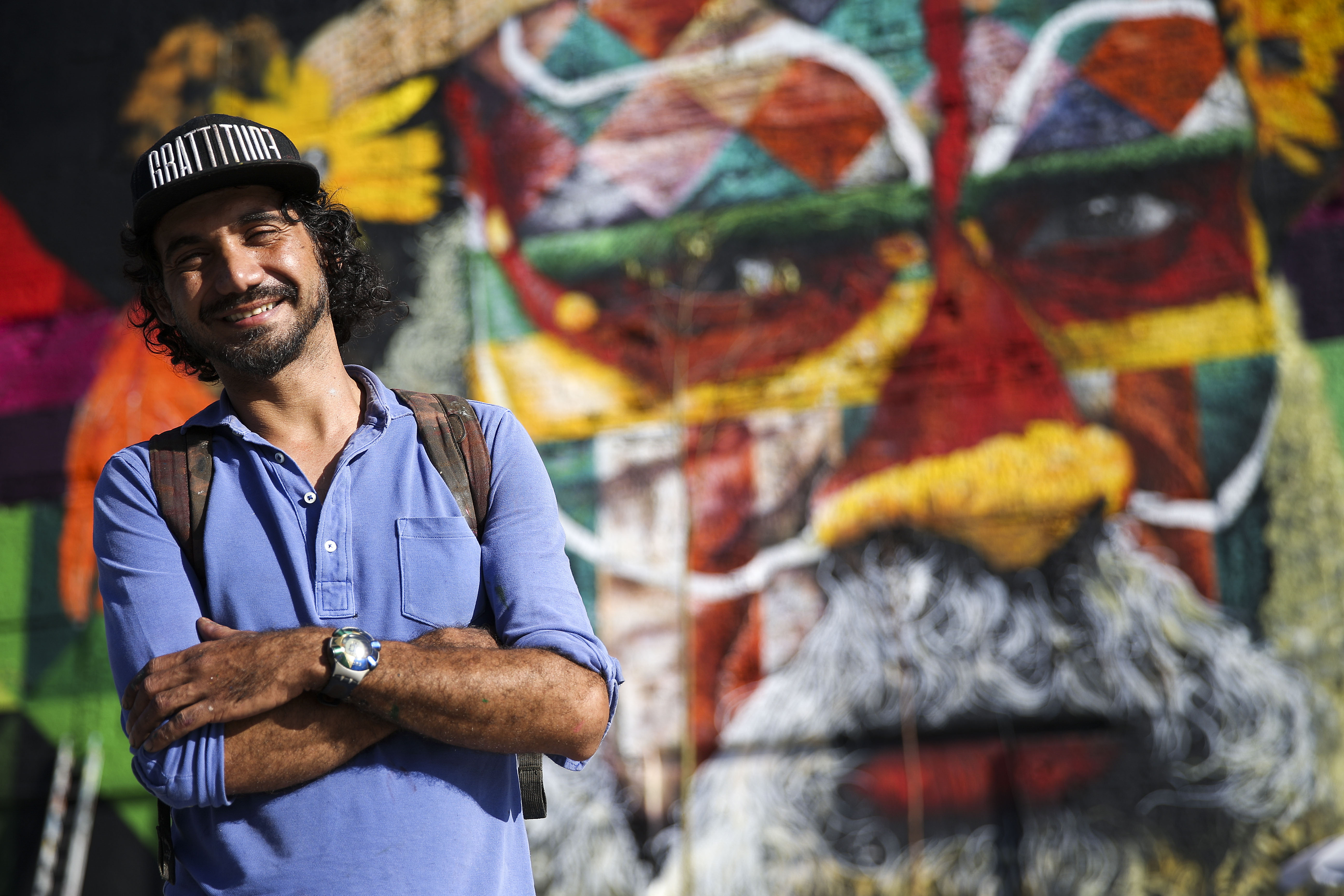
Eduardo Kobra devant Povos nativos dos 5 continentes.
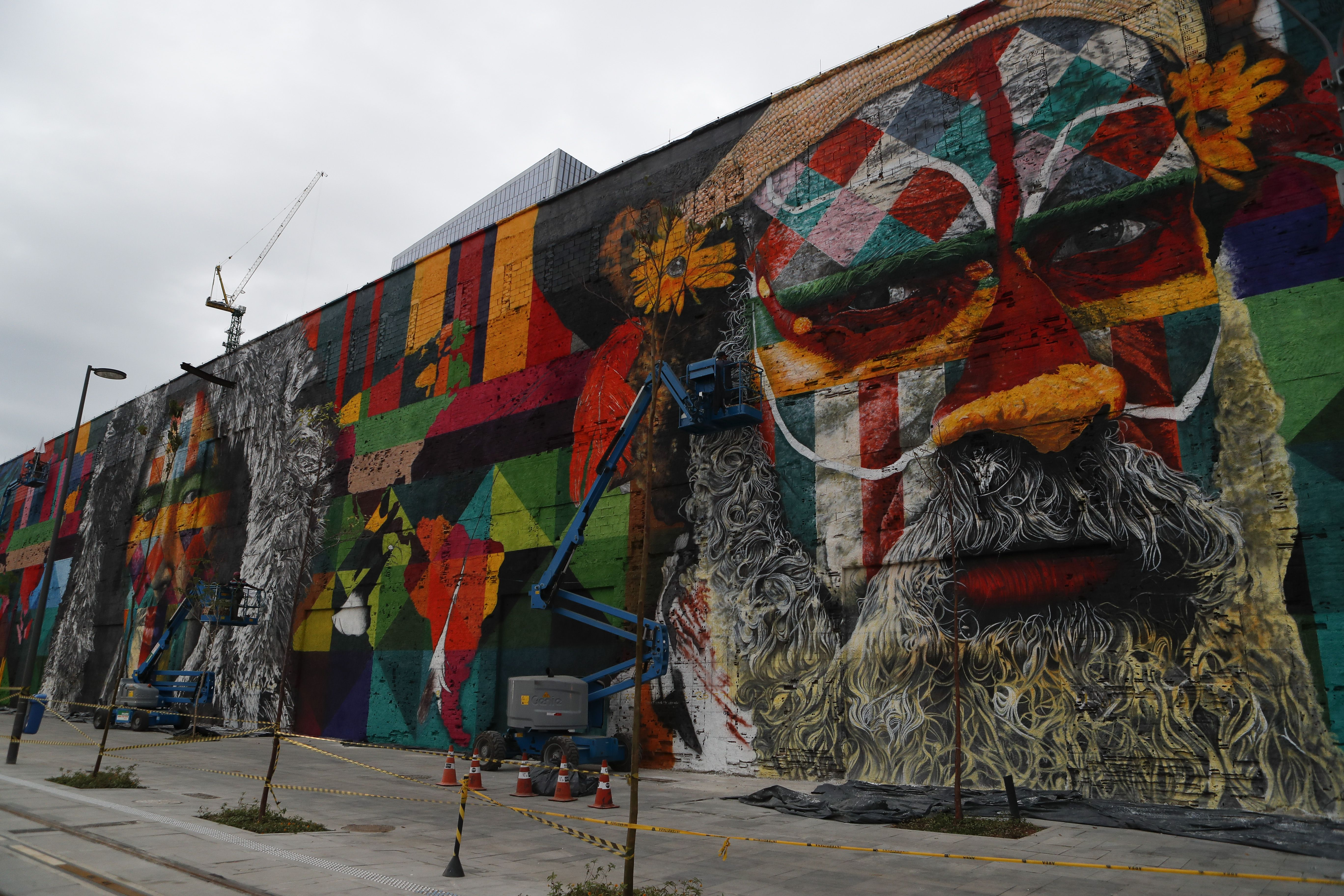
Povos nativos dos 5 continentes.
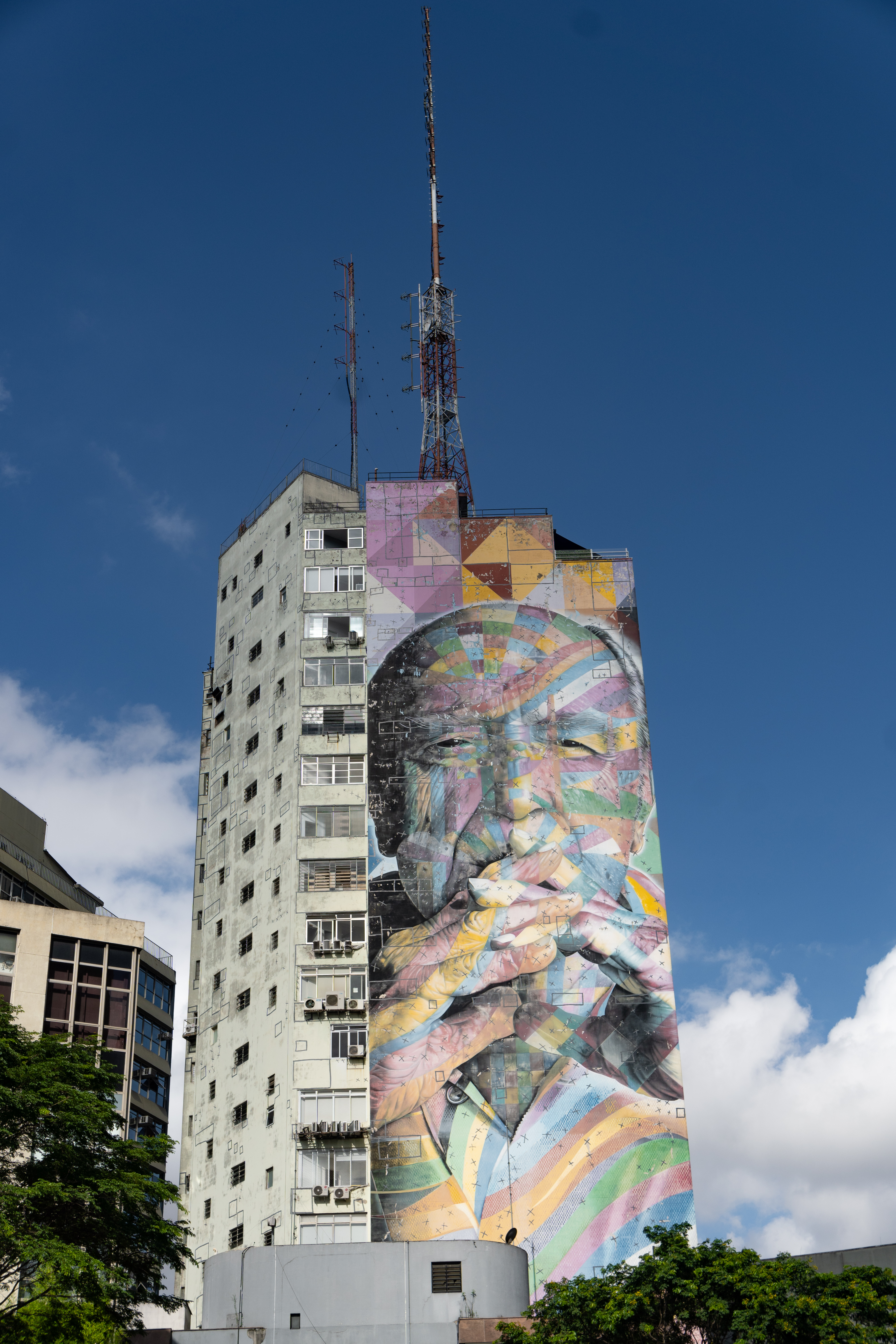
Oscar Niemeyer, Brésil.
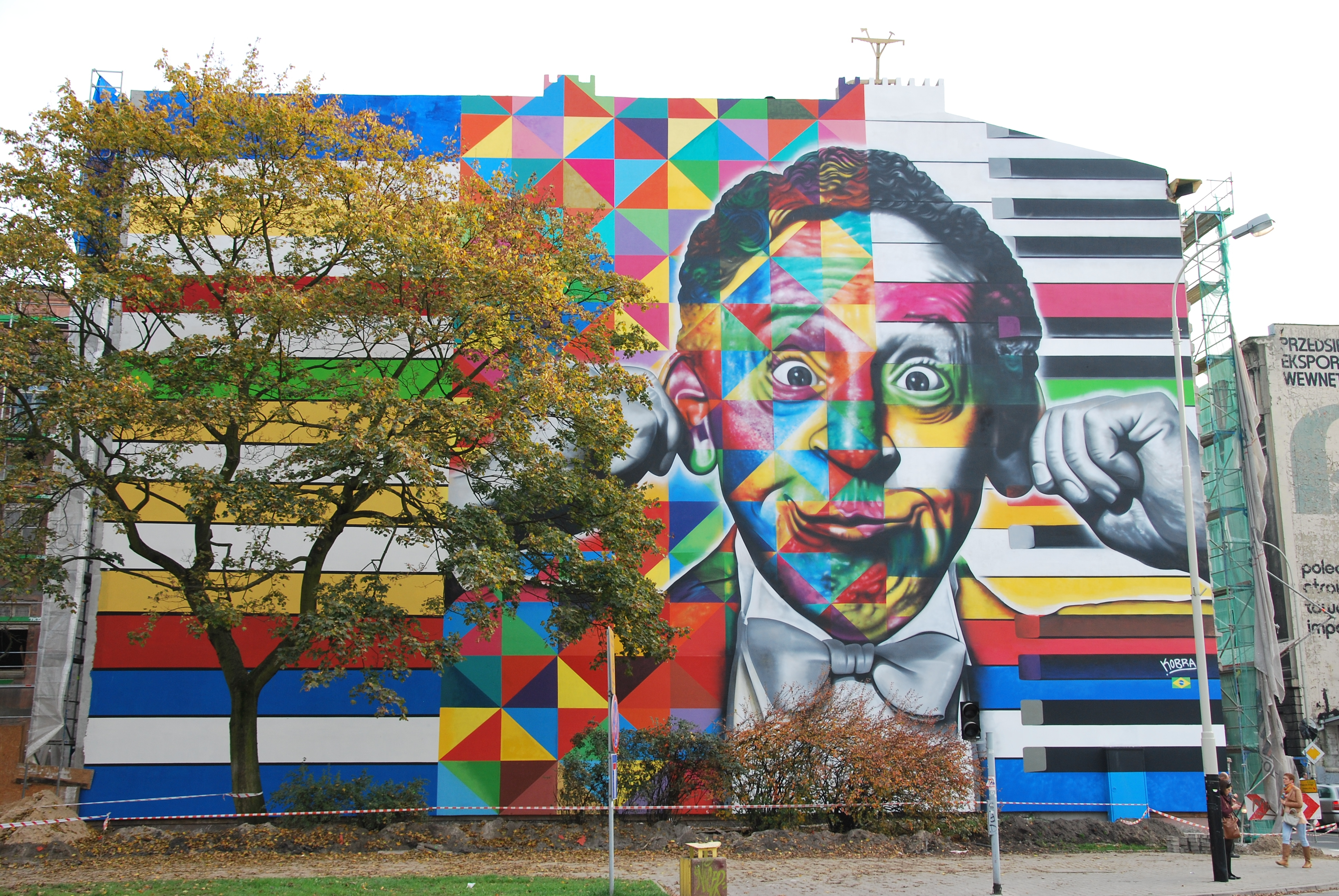
Arthur Rubinstein.
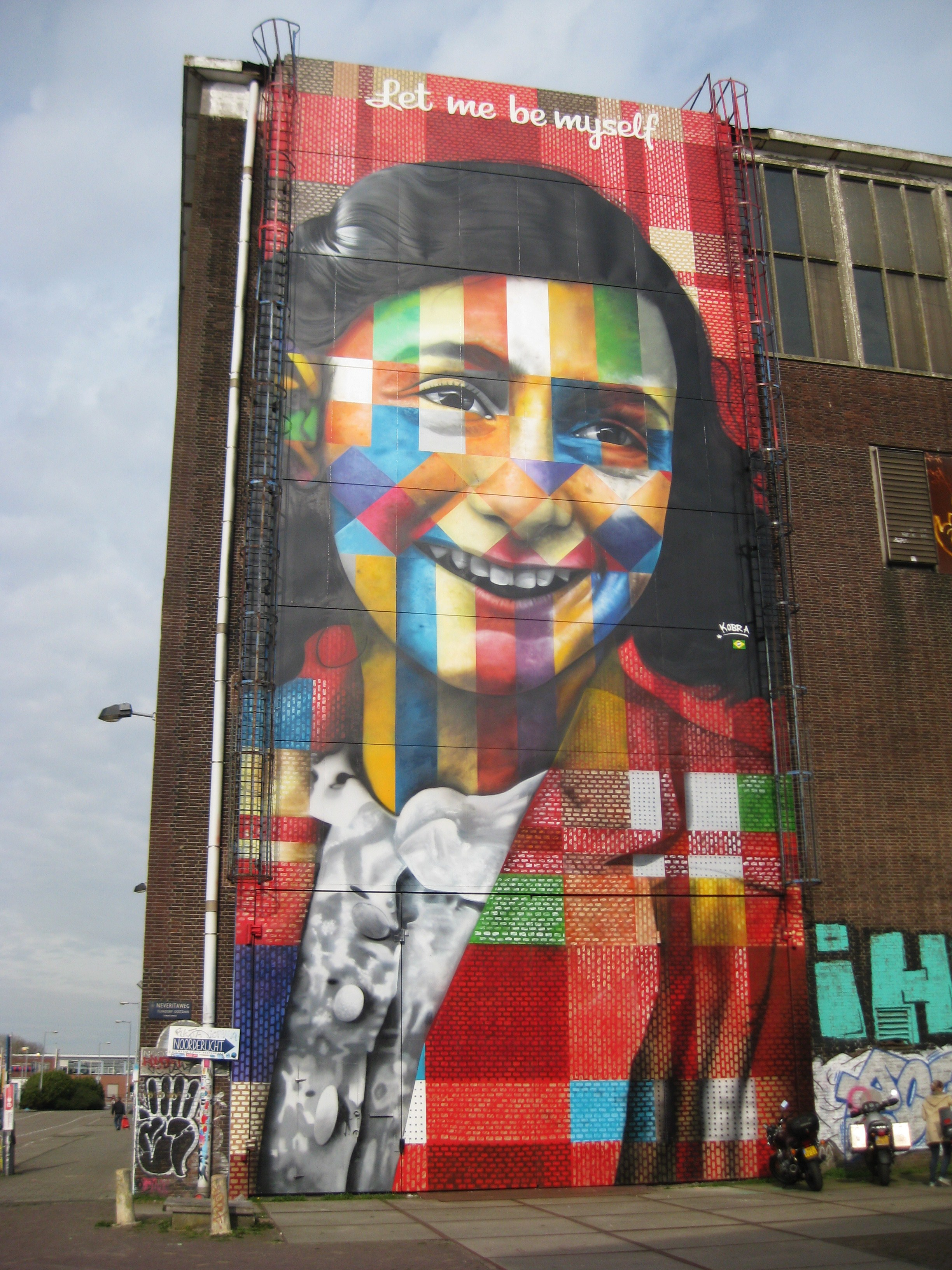
Let Me Be Myself (Anne Frank), Amsterdam.